# Jacques-Henri Bernardin de Saint-Pierre
Jacques-Henri Bernardin de Saint-Pierre (ur. 19 stycznia 1737 w Hawrze, zm. 21 stycznia 1814 w Éragny-sur-Oise) był francuskim pisarzem, podróżnikiem i przyrodnikiem, przyjacielem i uczniem Jana Jakuba Rousseau, z którym łączyło go podobne, negatywne nastawienie do cywilizacji i apoteoza życia na łonie natury. Do najważniejszych jego książek należą Studia nad przyrodą (1784), w których z obserwacji zjawisk przyrodniczych autor wyciąga dowód na istnienie Boga. Czyni to często w sposób niekoniecznie naukowy, np. twierdząc, że pchły zostały stworzone czarnymi, aby lepiej było je łapać na skórze.
Pisarz spędził w Polsce dwa lata podczas bezkrólewia i w początkach panowania Stanisława Augusta Poniatowskiego a swoje trafne obserwacje i wrażenia zawarł w szkicu Podróż po Polsce.
Największą popularność przyniosła mu powieść sentymentalna Paweł i Wirginia, opowiadająca o tragicznie zakończonej miłości dwójki dzieci wychowanych w "stanie natury", w oddaleniu od cywilizacji na wyspie Île-de-France. Popularność tej powieści była tak ogromna, że za życia autora doczekała się już około 300 bezprawnych wydań, a nawet Napoleon Bonaparte nie rozstawał się z nią podczas pobytu na Elbie.
Wkład Bernardina w rozwój literatury opiera się również na stworzenie tzw. pejzażu emocjonalnego, czyli współgrającego z uczuciami bohaterów.